# جيراسيموس فايلاكتو
جيراسيموس فايلاكتو (24 يوليو 1991 بنيقوسيا في قبرص - ) هو لاعب كرة قدم قبرصي في مركز الوسط. شارك مع منتخب قبرص تحت 19 سنة لكرة القدم ومنتخب قبرص تحت 21 سنة لكرة القدم. أما مع النوادي، فقد لعب مع نادي أومونيا وألكي لارانكا ‏ وDigenis Akritas Morphou FC ‏.

## مسيرته الكروية
لعب جيراسيموس فايلاكتو خلال مسيرته الاحترافية مع 5 أندية في أحد عشر موسمًا وسجل خلالها 4 أهداف ضمن 178 مباراة. ولم يفز بأي موسم بالكأس أو بالدوري.
خاض جيراسيموس فايلاكتو مسيرته مع Digenis Akritas Morphou FC ‏ في موسم 2009–10 واستمر معه طيلة ثلاثة مواسم، مشاركًا في 41 مباراة سجل خلالها هدفًا واحدًا. ثم انتقل إلى ألكي لارانكا ‏ في موسم 2012–13 ولمدة موسمين، حيث شارك في 35 مباراة ولم يسجل أي هدف. لينتقل بعدها إلى نادي أومونيا في موسم 2014–15 واستمر معه طيلة ثلاثة مواسم، مشاركًا في 47 مباراة ولم يسجل أي هدف أيضًا. ثم انتقل إلى نادي بافوس في موسم 2017–18 في المرة الأولى لمدة موسم واحد ثم في موسم 2019–20 لمدة موسم واحد، مشاركًا طوالها في 30 مباراة سجل خلالها هدفين. هذا وانتقل لاحقًا إلى نادي إيرميس أراديبو في موسم 2018–19 لمدة موسم واحد، مشاركًا في 25 مباراة سجل خلالها هدفًا واحدًا.

## وصلات خارجية
- جيراسيموس فايلاكتو على موقع الاتحاد الأوربي (الإنجليزية)
- جيراسيموس فايلاكتو على موقع قاعدة بيانات كرة القدم.إي يو (الإنجليزية)
- جيراسيموس فايلاكتو على موقع ناشيونال فوتبول تيمز (الإنجليزية)
- جيراسيموس فايلاكتو على موقع Soccerway.com (الإنجليزية)